# Shane Warne
Shane Keith Warne AO (* 13. September 1969 in Upper Ferntree Gully, Melbourne, Victoria; † 4. März 2022 auf Ko Samui, Thailand) mit dem Spitznamen Warney war ein australischer Cricketspieler und galt gemeinhin als bester bisheriger Leg-Spin-Bowler. Während seiner Zeit in der australischen Nationalmannschaft zwischen 1992 und 2007 konnte er als erster Cricketspieler der Geschichte des Sports mehr als 700 internationale Test-Wickets erzielen. Des Weiteren wurde er im Jahr 2000 von einer internationalen Jury des Wisden Cricketers’ Almanack unter die fünf größten Cricketspieler des 20. Jahrhunderts gewählt.

## Kindheit und Ausbildung
Warne wurde 1969 als Sohn einer deutschstämmigen Mutter und eines Australiers in einem Vorort von Melbourne geboren. In seiner Jugend spielte er neben Cricket auch Australian Football und ging an der Mentone Grammar in Melbourne zur High School, wo er sich vorwiegend auf den Sport konzentrierte. Um seine Schule zu beenden, wechselte er an die Australian Cricket Academy in Adelaide, wobei ihm dort auf Grund seiner Einstellung zu Fitness und Ernährung geraten wurde, die Academy zu verlassen. Jedoch konnte er sich daraufhin fangen und ging im Sommer 1991 nach England und spielte dort für Accrington in der Lancashire League.

## Aktive Karriere

### Aufstieg in die Nationalmannschaft
Nach seinem Einsatz in England wurde er im September in das australische B-Team berufen für eine Tour nach Simbabwe und arbeitete sich dort in das A-Team vor. Zurück in Australien gab er sein First-Class-Debüt für Victoria. Nach nur vier Spielen im Sheffield Shield wurde er für die Nationalmannschaft nominiert. Seinen ersten Test absolvierte er bei der Tour gegen Indien im Januar 1992. Im August des Jahres konnte er in Sri Lanka im zweiten Innings des ersten Tests die erste Niederlage gegen das sri-lankische Team verhindern, als er drei entscheidende Wickets für elf Runs erzielte. Damit etablierte er sich im Team und traf im Dezember auf die West Indies. Hier gelangen ihm im zweiten Innings des zweiten Tests 7 Wickets für 52 Runs, wofür er als Spieler des Spiels ausgezeichnet wurde. Es folgte eine Tour nach Neuseeland. Hier wurde er im ersten Test als Spieler des Spiels ausgezeichnet, als er insgesamt sieben Wickets erzielte (3/23 und 4/63). Im dritten Test der Serie konnte er noch einmal 4 Wickets für 8 Runs erreichen. Auch absolvierte er auf der Tour sein erstes One-Day International.

### „Ball of the Century“
Im Sommer 1993 reiste er zu seiner ersten Ashes-Tour nach England. In seinen bisherigen elf Tests hatte er 31 Runs erzielt und somit einen vielversprechenden, aber keinen herausragenden Karrierestart absolviert. Der Old Trafford Cricket Ground, Ort des ersten Tests, galt als freundlich für Spin-Bowler, jedoch wurde Leg break zu diesem Zeitpunkt als eine althergebrachte Art des Bowlings angesehen. In den Aufwärmspielen bekam er die Anweisung sich zurückzuhalten, um den englischen Spielern keinen Einblick in sein Können zu geben. Als er dann erstmals zu seinem Bowling antrat, stand er dem etablierten Mike Gatting gegenüber. Er nahm kaum Anlauf, pitchte den Ball weit außerhalb der üblichen Linie, jedoch hatte dieser so viel Spin, dass er sich vor dem Batter eindrehte und in die Stumps einschlug. Im weiteren Spiel erzielte er sieben weitere Wickets (4/51 und 4/86) und er wurde bei dem Sieg als Spieler des Spiels ausgezeichnet. Der Ball erhielt den Beinamen „Ball of the Century“ und machte ihn weltweit bekannt. Auch im zweiten Test der Serie konnte er acht Wickets erreichen (4/57 und 4/102) und im fünften Test mit 5 Wickets für 82 Runs sein erstes Five-For erzielen.
Die Saison 1993/94 begann mit einer Tour gegen Neuseeland. Im ersten Test konnte er neun Wickets erzielen (3/36 und 6/31). Im dritten Test der Serie konnte er neben acht Wickets (4/66 und 4/59) mit 78* Runs auch sein erstes Half-Century erreichen, wofür er als Spieler des Spiels und der Serie ausgezeichnet wurde. In dem daran anschließenden Drei-Nationen-Turnier konnte er gegen Neuseeland zweimal vier Wickets erzielen (4/25 und 4/19), wobei er in beiden Spielen als Spieler des Spiels ausgezeichnet wurde. Es folgte eine Tour gegen Südafrika, wobei er im zweiten Test im ersten Innings 7 Wickets für 56 Runs und im zweiten 5 Wickets für 72 Runs erzielte, was jedoch nicht zum Sieg reichte. Auch im verbliebenen Spiel und der direkt folgenden Tour Südafrika war er erfolgreich. So erzielte er unter anderem dritten ODI in Südafrika 4 Wickets für 36 Runs und im sechsten mit 55 Runs sein einziges ODI-Half-Century. Die Saison endete mit dem Austral-Asia Cup in den Vereinigten Arabischen Emiraten, bei dem er gegen Neuseeland 4 Wickets für 34 Runs erreichte.

### Gewinn der ersten Weltmeisterschaft
In der Saison 1994/95 startete er bei einem Drei-Nationen-Turnier in Pakistan, bei dem er gegen Südafrika 4 Wickets für 40 Runs erzielte. In der parallel laufenden Test-Serie gegen das pakistanische Team wurde er im ersten Spiel nach acht Wickets (3/61 und 5/89) als Spieler des Spiels ausgezeichnet. Im dritten Test konnte er dann noch einmal neun Wickets (6/136 und 3/104) erreichen. Es folgte die Ashes-Serie gegen England, bei der er im ersten Test nach drei Wickets (3/39) im ersten Innings 8 Wickets für 71 Runs im zweiten erzielen konnte und dafür als Spieler des Spiels ausgezeichnet wurde. Im zweiten Test konnte er noch einmal neun Wickets erreichen (6/64 und 3/16). Australien gewann neben den beiden Spielen ein weiteres und sicherte sich so die Serie 3–1 und verteidigte damit die Ashes. Zu Beginn der Saison 1995/96 konnte er gegen Pakistan im ersten Test im ersten Innings 7 Wickets für 23 Runs erzielen und im zweiten mit vier weiteren Wickets (4/54) den Innings-Sieg sichern, wofür er als Spieler des Spiels ausgezeichnet wurde. Im zweiten Spiel brach er sich am ersten Tag den Zeh und fiel so für das weitere Spielgeschehen aus. Im dritten Spiel konnte er dann wieder acht Wickets (4/55 und 4/66) erzielen und wurde als Spieler der Serie ausgezeichnet. Im Frühjahr 1996 bestritt er mit dem Cricket World Cup 1996 seine erste Weltmeisterschaft. In der Vorrunde konnte er gegen Simbabwe 4 Wickets für 34 Runs erzielen und wurde als Spieler des Spiels ausgezeichnet. Dies gelang ihm auch im Halbfinale gegen die West Indies, als er mit 4 Wickets für 36 Runs den Einzug ins Finale sicherte. Im Finale unterlag er dann mit dem Team gegen Sri Lanka.
In der Saison 1996/97 konnte er in einem heimischen Drei-Nationen-Turnier gegen die West Indies mit 5 Wickets für 33 Runs sein einziges Five-for im ODI-Cricket erzielen. Gegen Pakistan konnte er dann in der Folge zweimal vier Wickets erzielen (4/52 und 4/37). Im folgenden Sommer bei der Tour in England konnte er im dritten Test neun Wickets erreichen (6/48 und 3/63) und im fünften Test noch einmal sieben (4/86 und 3/43). Die Saison 1997/98 begann er mit einem Five-for (5/88) im dritten Test der Tour gegen Neuseeland. In der darauf folgenden Tour gegen Südafrika konnte er im zweiten Test elf Wickets (5/75 und 6/34) erzielen und so als Spieler des Spiels den Innings-Sieg sichern. Im April 1998 verletzte er sich bei einem Drei-Nationen-Turnier in Indien an der Schulter und musste operiert werden, womit er den Sommer und die Ashes-Serie verpasste. Im Dezember 1998 wurde ein Wettskandal bekannt, nach dem er bei einem Turnier in Sri Lanka 1994 Informationen an einen indischen Buchmacher weitergeleitet hatte. Zurück kam er erst im Januar 1999 und tat sich zunächst schwer. Im Sommer bestritt er den Cricket World Cup 1999. In der Vorrunde und Super-Six-Runde hatte er nur mäßigen Erfolg. Dennoch qualifizierte sich das Team für das Halbfinale, wo es auf Südafrika traf. Australien drohte das Spiel zu verlieren, doch die 4 Wickets für 29 Runs von Warne, für die er als Spieler des Spiels ausgezeichnet wurde, führten zu einem Unentschieden und damit der Qualifikation für das Finale. Dort trafen sie auf Pakistan, gegen die er 4 Wickets für 33 Runs erreichte und so den Titel ermöglichte. Auch hier wurde er als Spieler des Spiels ausgezeichnet.

### Dopingskandal zur Weltmeisterschaft
Zum Ende des Sommers konnte er in Sri Lanka im ersten Test 5 Wickets für 52 Runs erzielen. Ebenfalls ein Five-for (5/110) erreichte er beim zweiten Test gegen Pakistan im November 1999. Auch hatte er im ersten Test mit 86 Runs ein Half-Century erzielt. In der darauf folgenden Tour gegen Indien konnte er abermals 86 Runs im ersten Test erzielen, ebenso wie 4 Wickets und 92 Runs im ersten Innings. Ab der Saison 2000 war er Teil des Teams von Hampshire County Cricket Club in der County Championship. Im Oktober 2000 erlitt er eine Fingerverletzung und musste operiert werden. Zurück von der Pause musste er sich gegenüber seinen Teamkollegen Colin Miller and Stuart MacGill behaupten, die ihm seinen Platz im Team streitig machten. Er wurde für die Tour in Indien nominiert, konnte jedoch nicht überzeugen. In einem Drei-Nationen-Turnier im Februar 2001 konnte er 4 Wickets für 48 Runs gegen die West Indies erzielen. Im Sommer 2001 nahm er an der Ashes-Tour in England teil. Im ersten (5/71 und 3/29) und dritten Test (2/37 und 6/33) erzielte er jeweils acht Wickets und wurde im dritten als Spieler des Spiels ausgezeichnet. Eine weitere Auszeichnung als Spieler des Spiels erhielt er im fünften Test, als er elf Wickets (7/165 und 4/64) erzielen konnte. Im November gegen Neuseeland konnte er zwei Half-Centuries (70 und 99 Runs) erzielen. In der danach folgenden Tour gegen Südafrika erzielte er ein Five-for (5/113) im ersten Test und wurde als Spieler des Spiels ausgezeichnet. Dies gelang ihm mit 6 Wickets für 161 Runs im zweiten Test bei der daran anschließenden Tour in Südafrika.
Im Oktober 2002 reiste er mit dem Team nach Sri Lanka und in die Vereinigten Arabischen Emirate, um dort gegen Pakistan eine Test-Serie zu absolvieren. Im ersten Spiel wurde er für elf Wickets (7/94 und 4/94) als Spieler des Spiels ausgezeichnet. Im zweiten (4/11 und 4/13) und dritten Test (5/74 und 3/56) erzielte er dann jeweils acht Wickets. Bei der Ashes Tour 2002/03 konnte er unter anderem im ersten Spiel ein Half-Century über 57 Runs erreichen. Er wurde für den Cricket World Cup 2003 nominiert, jedoch wurde kurz vor Start des Turniers bekannt, dass er positiv auf ein nicht legales Diätmittel getestet wurde, das auch dazu genutzt werden konnte, andere Dopingmittel zu maskieren. Daraufhin wurde er für ein Jahr gesperrt.

### Karriereende
Im März 2004 war er bei der Tour in Sri Lanka wieder im Team. In den ersten beiden Tests erzielte er jeweils zehn Wickets (5/116 & 5/43 und 5/65 & 5/90). Im Oktober 2004 auf der Tour in Indien erreichte er im ersten Test ein Five-for über 6 Wickets für 125 Runs. Ein weiteres (5/39) gelang ihm im ersten Test in Neuseeland im März 2005. Im zweiten Test konnte er ein Half-Century über 50* Runs erreichen. Beim World Cricket Tsunami Appeal, einem Benefizspiel für die Opfer des Erdbebens im Indischen Ozean 2004, absolvierte er im Januar 2005 sein letztes ODI. Bei der Ashes Tour im Sommer 2005 konnte er im zweiten Test zehn Wickets (4/116 und 6/46) erzielen. Im dritten erreichte er ein Half-Century über 90 Runs. Im fünften Test erzielte er dann zweimal sechs Wickets (6/122 und 6/124) und wurde als Spieler der Serie ausgezeichnet. Die Saison 2005/06 begann mit einer Tour gegen die West Indies, bei der er zwei Five-for erzielte (5/48 und 6/80). Zum Ende der Saison konnte er jeweils ein Five-for in Südafrika (6/86) und Bangladesch (5/113) erzielen. Seine letzte Tour war die Ashes Tour 2006/07, bei der er am 22. Dezember 2006 vor den letzten beiden Tests seinen Rücktritt verkündete. Im ersten der Spiele erzielte er sieben Wickets (5/39 und 2/46), wofür er als Spieler des Spiels ausgezeichnet wurde. In seinem letzten Test konnte er noch einmal ein Half-Century über 71 Runs erreichen.
Nach seinem Rücktritt vom internationalen Cricket unterzeichnete er einen Vertrag bei den Rajasthan Royals in der Indian Premier League, mit denen er die erste Ausgabe gewinnen konnte. Im Mai 2011 gab er bekannt, dass er nicht weiter in Indien spielen wolle. Danach unterschrieb er für die Melbourne Stars in der australischen Big Bash League, wo er bis zur Saison 2012/13 spielte.

## Technik

Schematischer Ballweg eines Leg breaks

Als Leg Spinner spielte Warne eine der komplizierteren Spieltechniken, die zu Beginn seiner Karriere neben dem populären Fast bowling als althergebracht angesehen wurde. Anders als andere Spieler, die diese Technik beherrschen, gelang es ihm, den Bewegungsablauf einfach erscheinen zu lassen. So wählte er anstatt eines Anlaufs einen langsamen Gang. Auch musste er bei der Bowling-Bewegung seinen Arm nicht stark strecken, so wie es andere Spieler tun. Weiterhin zeichnete er sich durch ein sehr flexibles Handgelenk aus. Verschiedene Bowlingvarianten (wie top spinner oder googly) verlangen beim Loslassen des Balls verschiedene Positionen des Handgelenkes, die bei den meisten Spielern mit variierenden Punkten des Abwurfs relativ zum Körper einhergehen. Dies erlaubt es Battern dann, die Bälle frühzeitig einzuordnen und entsprechend zu reagieren. Warne gelang es, durch Korrekturen seiner Handgelenkpositionen dieses zu vermeiden und es so seinen Gegenspielern schwer zu machen. Generell wurde seine Bowlingbewegung als elegant beschrieben, da sie, anders als bei anderen Spielern mit dieser Technik, nicht zu stockenden Bewegungsabläufen führte. Möglich wurde dies durch eine ungewöhnlich starke Schulter, Arm und Handgelenk. Auch zeichneten sich seine Bälle durch eine sehr hohe Konsistenz und Präzision aus. Während der Karriere entwickelte er auch sein Auftreten auf dem Feld und wurde bekannt dafür, seine Gegner auch psychologisch unter Druck zu setzen. So verkündete er mehrmals vor wichtigen Touren öffentlich, eine neue Variation seines Bowlings entwickelt zu haben, gab ihnen neue Namen und nutzte die Medien, um Batter schon vor dem ersten gespielten Ball zu verunsichern.

## Einfluss auf Cricket
Warne war nach den Ashes 1993 innerhalb kurzer Zeit zu weltweiter Bekanntheit gekommen. Er war ein wichtiger Teil des australischen Teams, das in den 1990er und frühen 2000er Jahren das internationale Cricket dominierte, sei es bei den Weltmeisterschaften oder den Ashes-Serie gegen England. Ihm gelang es, das Spin Bowling, das zu Beginn seiner Karriere dem Fast bowling als deutlich unterlegen galt, wieder populär zu machen. Durch sein selbstbewusstes und extrovertiertes Auftreten war er bei den Medien sehr beliebt, und seine Skandale trugen dazu bei, dort sehr präsent zu sein.

## Nach der aktiven Karriere
Schon zum Ende seiner Karriere übernahm er Kommentatoren-Rollen bei mehreren TV-Sendern, vornehmlich jedoch beim Nine Network. Neben anderen Shows war er im Frühjahr 2016 Teilnehmer der australischen Reality-Show I’m a Celebrity…Get Me Out of Here!.

## Privates
Im Jahr 1995 heiratete er Simone Callahan, mit der er drei Kinder hatte. Sie trennten sich 2005, nachdem es zu zahlreichen öffentlichen Skandalen gekommen war. Im Jahr 2009 kamen sie wieder zusammen, doch trennten sie sich im Jahr darauf wieder. Daraufhin verlobte er sich mit dem britischen Model Elizabeth Hurley. Mit ihr war Warne drei Jahre lang verlobt; 2013 trennte sich das Paar.
Warne starb am 4. März 2022 nach einem mutmaßlichen Herzinfarkt in Thailand. Die australische Regierung und die Regierung des Bundesstaats Victoria boten der Familie ein Staatsbegräbnis an, das am 30. März 2022 im Melbourne Cricket Ground vor mehr als 50.000 Zuschauern stattfand.

## Auszeichnungen
- 2001 Verleihung der Centenary Medal[98]
- 2009 Aufnahme in die Sport Australia Hall of Fame[99]
- 2013 Aufnahme in die ICC Cricket Hall of Fame[100]
- 2022 Ernennung zum Officer des Order of Australia (posthum) für herausragende Verdienste um den Cricket-Sport als Spieler, Vorbild und Kommentator, für wohltätige Initiativen und für philanthropische Beiträge[101]
- 2022 Ernennung zur Legende der Sport Australia Hall of Fame[100]